# 매드맥스 독
매드맥스 독(영어: Night of the Wild)는 2015년에 개봉한 미국의 TV 영화다.

## 등장 인물
- 롭 모로